# رونان پنسک
رونان پنسک (فرانسوی: Ronan Pensec‎؛ زادهٔ ۱۰ ژوئیهٔ ۱۹۶۳) دوچرخه‌سوار اهل فرانسه است.